# Botifarra
|  | Per a altres significats, vegeu «Botifarra (desambiguació)». |

Una botifarra és un embotit fet amb budell gros de porc farcit de carn picada i adobada del mateix animal.

## Varietats

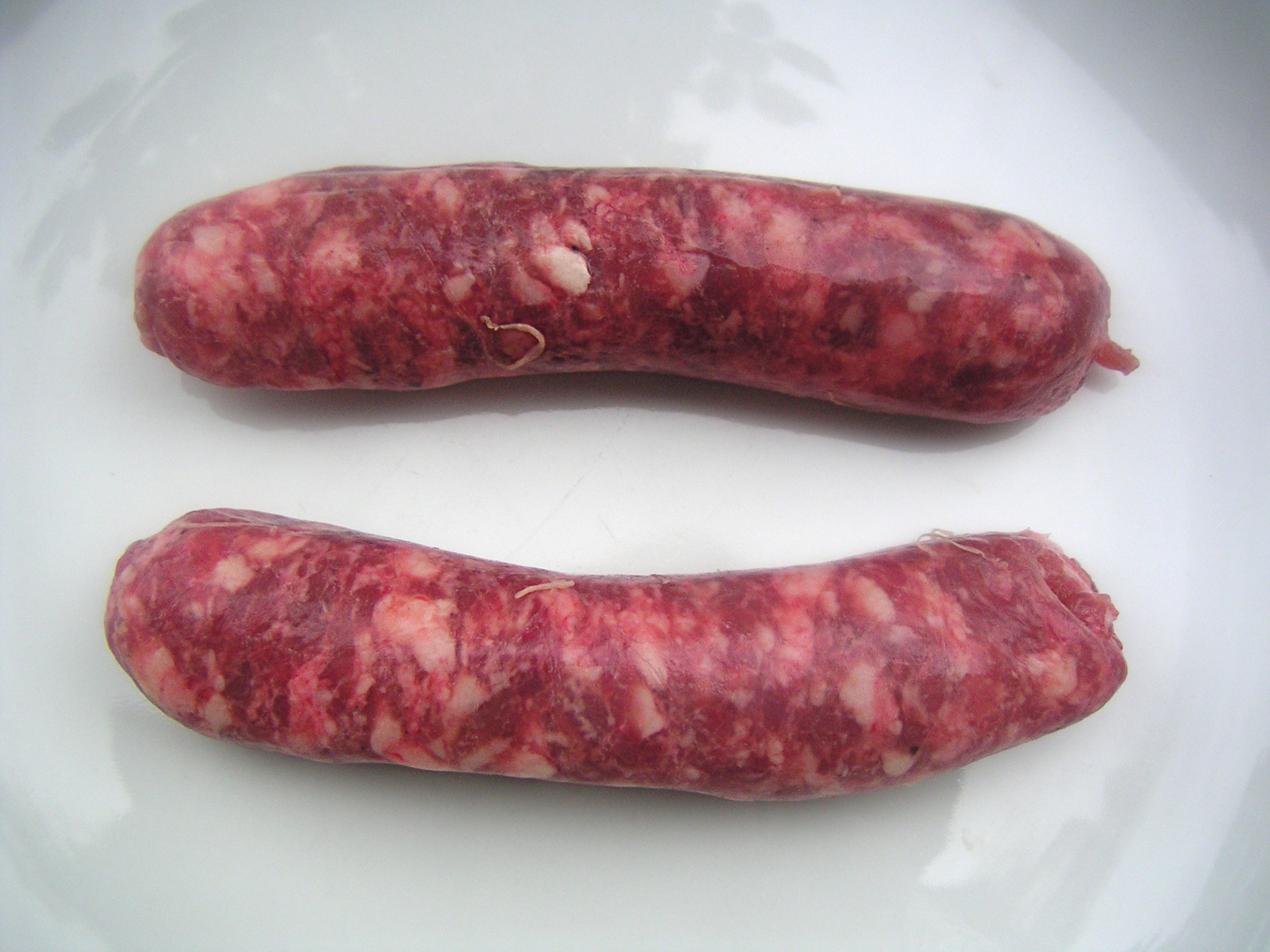
Aquestes salsitxes de Tolosa de Llenguadoc (salsissa de Tolosa en occità i saucisse de Toulouse en francès), molt similars a les botifarres vermelles de l'Empordà, són una especialitat de França.

### Botifarres fresques

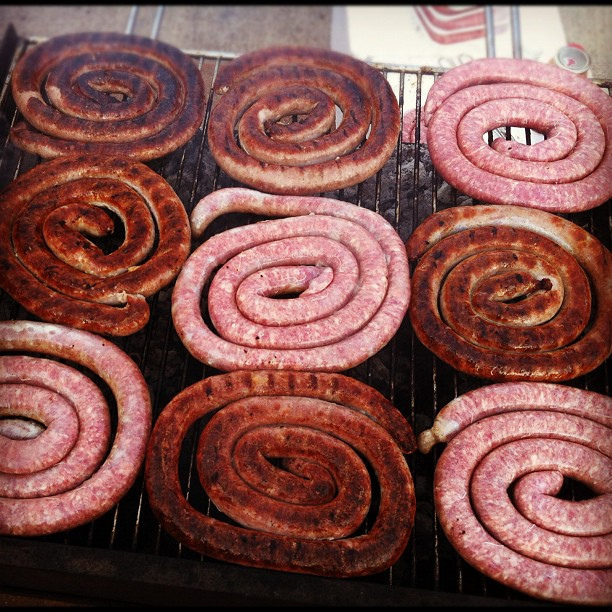
Botifarra vermella o fresca a la graella, Mercat Medieval de Vic.

Aquestes botifarres, també dites botifarres vermelles, roget o simplement botifarra, s'han de cuinar abans de menjar-les, sovint a la paella o a la graella, i se serveixen senceres com a àpat amb algun acompanyament. A Catalunya és molt típic la botifarra amb seques. Són les que s'utilitzen a les botifarrades.
Són vermelles abans de coure i rosades en acabat. Solen contenir una mica de pebre. Sovint també all i julivert. A vegades s'escaliva la carn picada o s'hi afegeixen bolets abans d'enfundar-la en l'intestí. També és coneguda com a botifarra crua o com a llonganissa a alguns llocs dels Països Catalans.
Al País Valencià, llevat del blanquet, una botifarra blanca i cuita, la botifarra és sempre negra -siga seca o crua- i es fa amb la sang del porc, magre, cansalada i en alguns casos amb les carns del cap del porc. N'hi ha les varietats de carn, de ceba i d'arròs. Normalment es menja fregida o rostida -amb el greix que hi solta- i també es menja crua quan s'asseca. Hi ha varietats cuites com la botifarra cuita o botifarró. És típica també la catalana amb tòfona, un embotit per menjar amb l'entrepà o com a tapa. La ciutat d'Ontinyent és arreu coneguda per la confecció dels seus embotits típics valencians, tot i que des que Requena passà a formar del País Valencià al segle xix els seus embotits s'hi han fet molt populars. La botifarra fresca s'hi coneix amb el nom de llonganissa i es nuga amb cordills cada 10 o 15 centímetres, fent-ne porcions. Se'n deia roget antigament i encara segons llocs al xoriço fresc per rostir o fregir 
A Occitània existeixen les salsitxes fresques de Tolosa de Llenguadoc, molt semblants a les botifarres crues catalanes.
Amb la botifarra vermella assecada i curada es fa el fuet. Amb les botifarres molt primes i estretes, semblants a salsitxes, assecades i curades a Girona es fa un embotit que es diu cigala de gat o cigaleta.
Si atenem al fet que varien els noms per designar el mateix producte carni, com és el cas de la botifarra vermella o roget a gran part de Catalunya i la llonganissa al País Valencià o les Illes Balears, sembla que són la manufactura i la grandària els elements que han intervingut en l'atribució del nom a l'embotit en qüestió. Si tenim en compte que existeixen registres del mot llonganissa o salsitxa ja al segle xv o abans, no podem admetre que el mot llonganissa pugui ser un castellanisme; més aviat es pot dir que el mot botifarra ha substituït el mot llonganissa en determinats registres i per zones al domini lingüístic del català, sobretot en aquells que descriuen el producte cru i sense sang. És curiosa una dita catalana que diu: On no hi ha sang, no s'hi fan botifarres.
- Baldana de sang: carn magra, cansalada i sang. Es fa a les Terres de l'Ebre.[2]
- Botifarra de carn: Al País Valencià es fa amb carn magra, sang i trossos d'orella i careta de porc. Semblant a la baldana de sang.
- Botifarra de mondongo o de corder: Amb carn de corder, sang i espècies. Es fa a les comarques de Tarragona.[3]
- Botifarra traïdora: De retalls i freixures que primer s'escalden abans d'embotir-les. Pròpia de les comarques nord-occidentals pirinenques.[4]

### Botifarres cuites

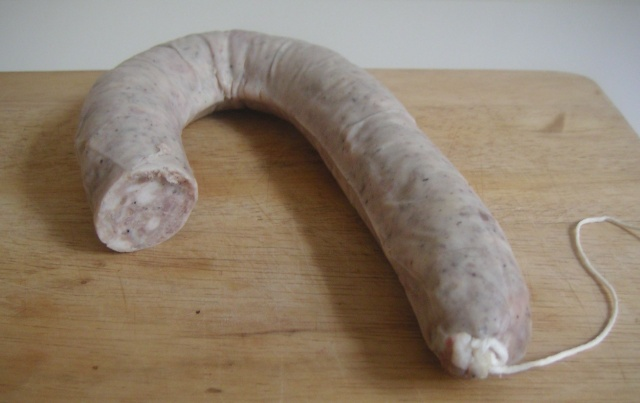
Botifarra blanca.

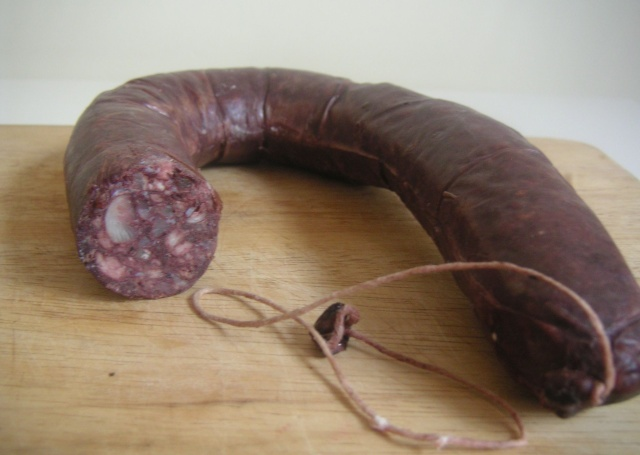
Botifarra negra.

Les botifarres cuites (o curades) es consideren embotits i es mengen tallades a llesques primes i crues, com a companatge o en amanida, tot i que també es poden afegir a sopes (com l'escudella) o plats guisats (com les faves ofegades). La diferència principal entre aquestes botifarres i les crues o fresques (vermella, dolça, etc.) és que aquestes es couen un o dos cops en aigua en un perol. El suc resultant es diu brou bufat i s'aprofita per a fer preparacions com el farro.
- Botifarra blanca o blanquet: Té com a element principal la carn magra i no s'hi posa gens de sang. A Catalunya és típic de menjar-ne per Dijous Gras. També es fa servir amb la carn d'olla.[5] És típic també al País Valencià on s'usa com a ingredient de plats típics com el Putxero o l'Olleta (Escudella) o l'arròs al forn.
- Botifarra catalana: Feta amb carn greixosa. Sovint porta tòfones.[6] En determinats contextos, i així figura en l'oferta de molts cansaladers, se la denomina simplement catalana.
- Botifarra dolça: Conté sucre i llimona i pren un gust molt dolç. Quan es cou deixa anar un suc com de caramel.[7]
- Botifarra d'ou: Porta ous amb la carn. El seu color balla entre el blanquinós i el groguenc. És la més típica del Dijous gras.[8]
- Botifarra negra o negret: Aquella en què la carn i sang de porc, quan s'ha cuit a la caldera, agafa un color negre. Es fa servir amb la carn d'olla. També es pren per Dijous Gras. Al País Valencià, se sol referir a aquest tipus d'embotit dient botifarra cuita, a seques, i també botifarró.[9]
- Botifarró: A Catalunya és com una botifarra negra, però s'hi afegeix ceba, i es cou en una caldera. A Mallorca, botifarra negra però amb la carn sovint condimentada amb pinyons i llavors de fonoll.[10]
- Potrota: A Ontinyent (País Valencià) es fa amb magre, cap de porc i llengua de porc, cuites i condimentades amb pebre negre i nou moscada, i amb les parts més grosses del budells del porc.
- Bull o paltruc: és una botifarra molt gruixuda embotida al budell rissat del porc. Es distingeixen el bull blanc (o d'ou),[11] el bull negre,[12] el bull de llengua,[13] el bull de ronyó,[14] el bull de fetge,[15] i el bull de donja o gras[16] amb característiques com les de les botifarres de noms paral·lels. Sobre l'origen del nom hi ha opinions diferents. Alguns diuen que el nom "bull" ve del nom llatí per botifarra botulu. Altres afirmen que com que els seus components són la llengua, i altres òrgans interns que costen més de coure, antigament es feien bullir en una olla a foc fort i amb el primer "bull" abans de fer els embotits.[17]
- El bisbe, bisbe negre i bisbot són botifarres riques en sang (menys en el cas del bisbe blanc), molt similars al bull. Mentre que el bull normal es fa amb el budell rissat del porc, el bisbe es fa amb el ventrell o amb l'apèndix del budell del porc, que hom diu que semblen la casulla que duien els bisbes. Altres opinions diuen que duu aquest nom perquè, com a àpat molt ric i exquisit, aquesta botifarra era menjar digne d'un bisbe. Tradicionalment a Catalunya quan un bisbe feia una visita a un poble, la gent portava els millors àpats a la taula del bisbe en senyal de benvinguda. D'aquest costum ve també l'antiga expressió: "He menjat com un bisbe."[18]
- Botifarra terregada elaborada a base de menuts del porc, cebes, alls, ametlles i vi ranci, i inspirada en la Terregada, el tradicional plat de la cuina terrassenca.[19]
- Botifarra de músic elaborada amb fruits secs (avellanes, ametlles, nous i panses) i aromatitzada amb un toc de vi dolç, aquest tipus de botifarra ha estat creada a Terrassa amb motiu del 30è aniversari del Festival de Jazz de la ciutat, i només es posa a la venda durant la setmana del festival.[20][21]
- Botifarra d'arròs o baldana d'arròs: La baldana d'arròs és el producte més típic de les Terres de l'Ebre, degut a l'abundància i qualitat de l'arròs que se'n fa a la zona. A més de carn magra s'hi afegeix arròs cuit i espècies[22] i sang, per tal de lligar-ne la mescla i donar-li sabor. És molt bona recien sortida de l'aigua on es bull, a la brasa o per preparar diferents plats elaborats amb aquest producte tan típic.
- Baldana de ceba o botifarró de ceba. Variant de l'anterior, amb ceba.[23] Igualment, al País Valencià, la botifarra de ceba es fa amb carn magra, cansalada i sang de porc.
- Altres varietats són la botifarra de perol[24] o de parracs, el donegal,[25][26] la botifarra de fetge, la botifarra d'ou i fetge i la botifarra de barrilla.

## Elaboració
La botifarra catalana es distingeix d'altres salsitxes en què està feta únicament amb magre de porc (normalment llom i retalls), a la qual es pot afegir com a condiment, tot i que no és necessari, una mica de cansalada. La carn es pica molt finament, se sala i s'afegeix un polsim de pebre negre. Cada cansaladeria té la seva recepta pròpia, on el que canvia i dona la gràcia especial de cada botifarra són els condiments i, de vegades, alguns altres productes afegits, que segons el tipus de botifarra poden ser bolets, fetge de porc o foie gras, all i julivert, mel, etc. Es barregen els ingredients en pastar-les amb les mans i s'emboteixen en l'intestí gruixut del porc. Se separen en porcions d'uns quinze centímetres fent girar una a una cada botifarra entorn l'eix que les uneix. Es deixen reposar durant un matí o una tarda sobre un drap net o paper absorbent i es guarda a la nevera.
Si en comptes d'embotir-la en l'intestí gruixut es fa al prim, s'obtenen salsitxes catalanes.

## La botifarra a la cuina

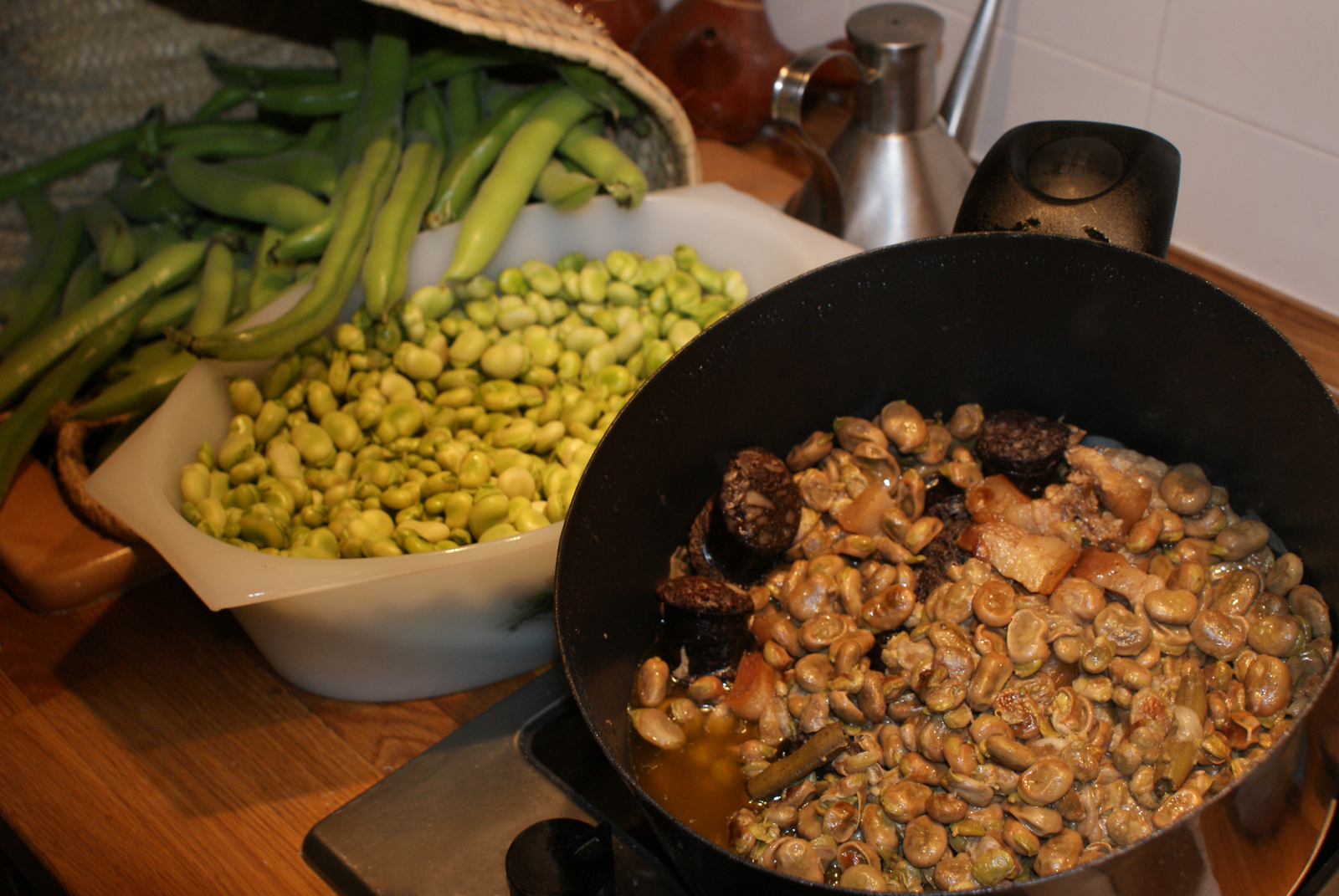
Faves amb botifarra negra.

La botifarra es cuina habitualment fregida amb poc oli o a la planxa en una paella, o bé a la brasa.
També es pot cuinar al forn, a la cassola, es pot afegir sencera o a trossos en escudelles i plats de llegums o verdures, es pot desfer per a utilitzar-la per a farcir calamars o verdures, per a condimentar els macarrons, etc.
La botifarra amb mongetes o "botifarra amb seques" és un plat típic i emblemàtic català.
Trossos de botifarra (negra i blanca) són un dels ingredients essencials de l'Escudella i carn d'olla i, amb faves tendres, de les faves a la catalana.
Amb botifarra blanca ferma tallada en làmines es pot fer una truita de botifarra.

## La botifarrada
Una botifarrada té lloc quan un grup d'amics i família es reuneixen per fer botifarres a la brasa. És costum fer la botifarrada en grup i passar una bona estona tots plegats xerrant, menjant i bevent. També s'organitzen botifarrades molt grans a les festes populars, com la de la Festa Major de Gràcia

## Galeria d'imatges

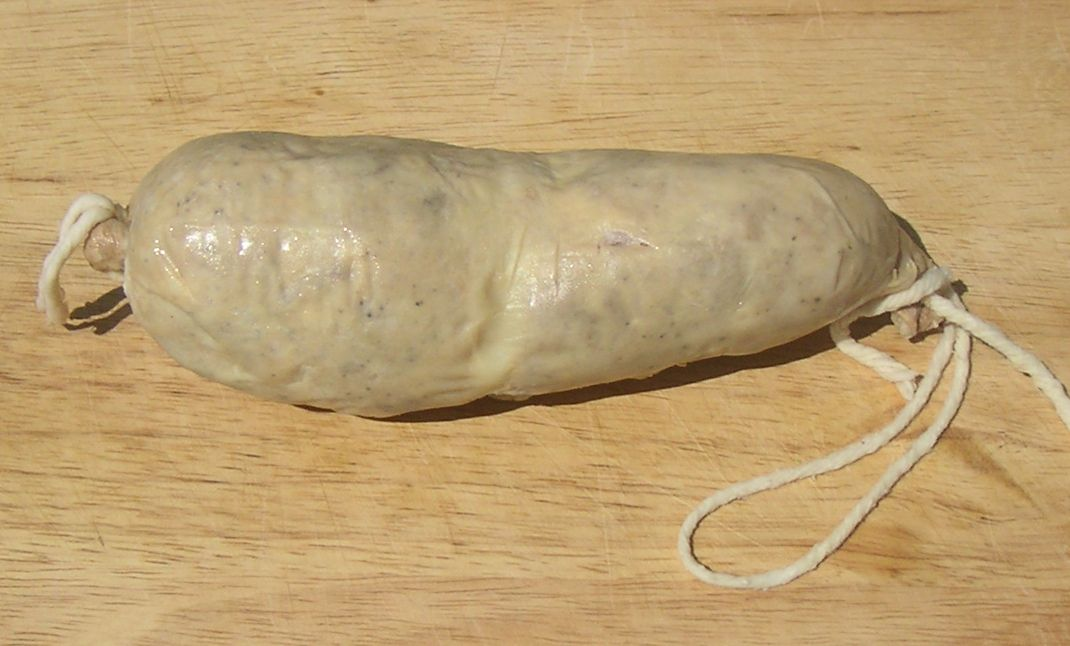
Botifarra de perol.
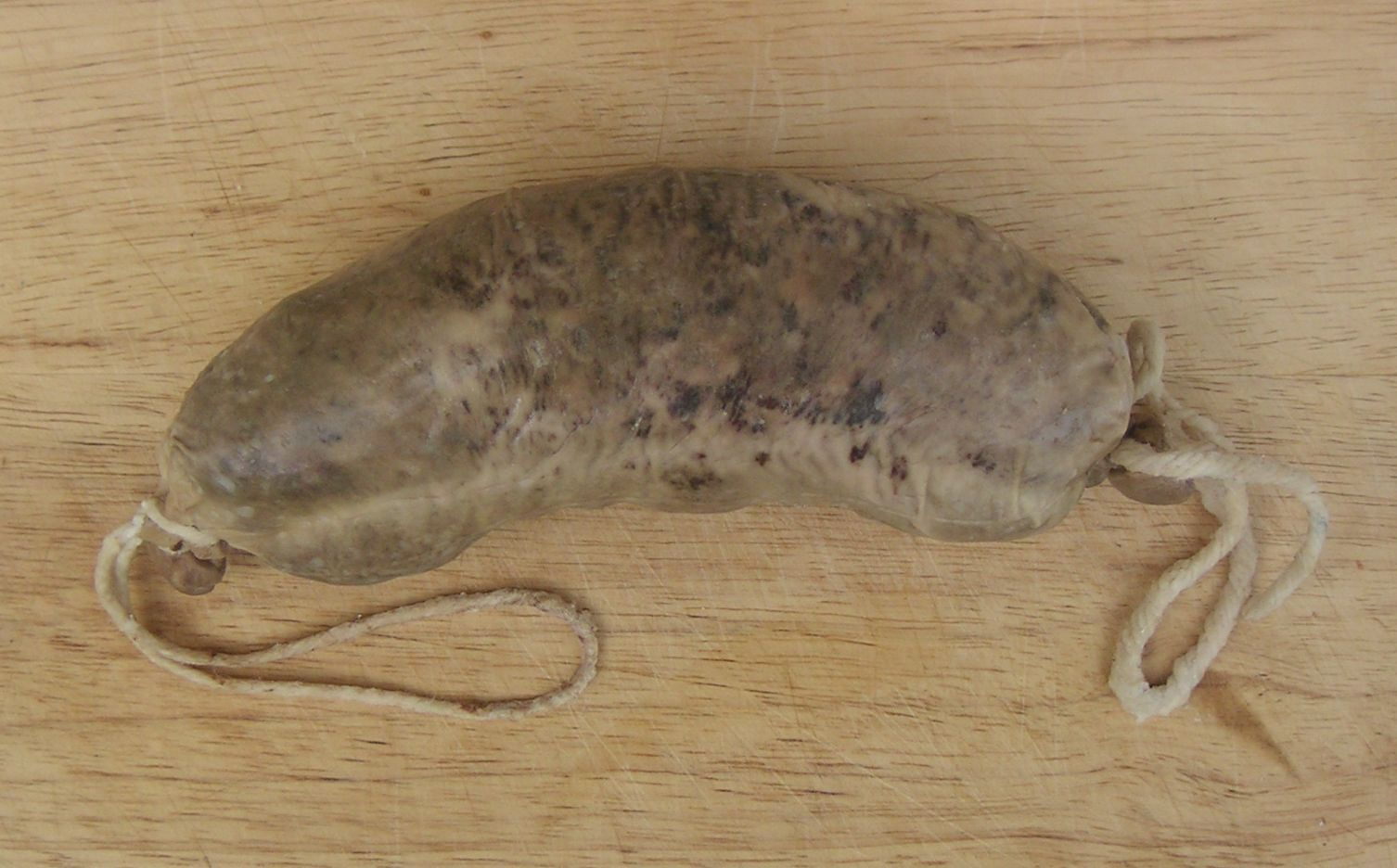
Botifarra de bisbe sencera.
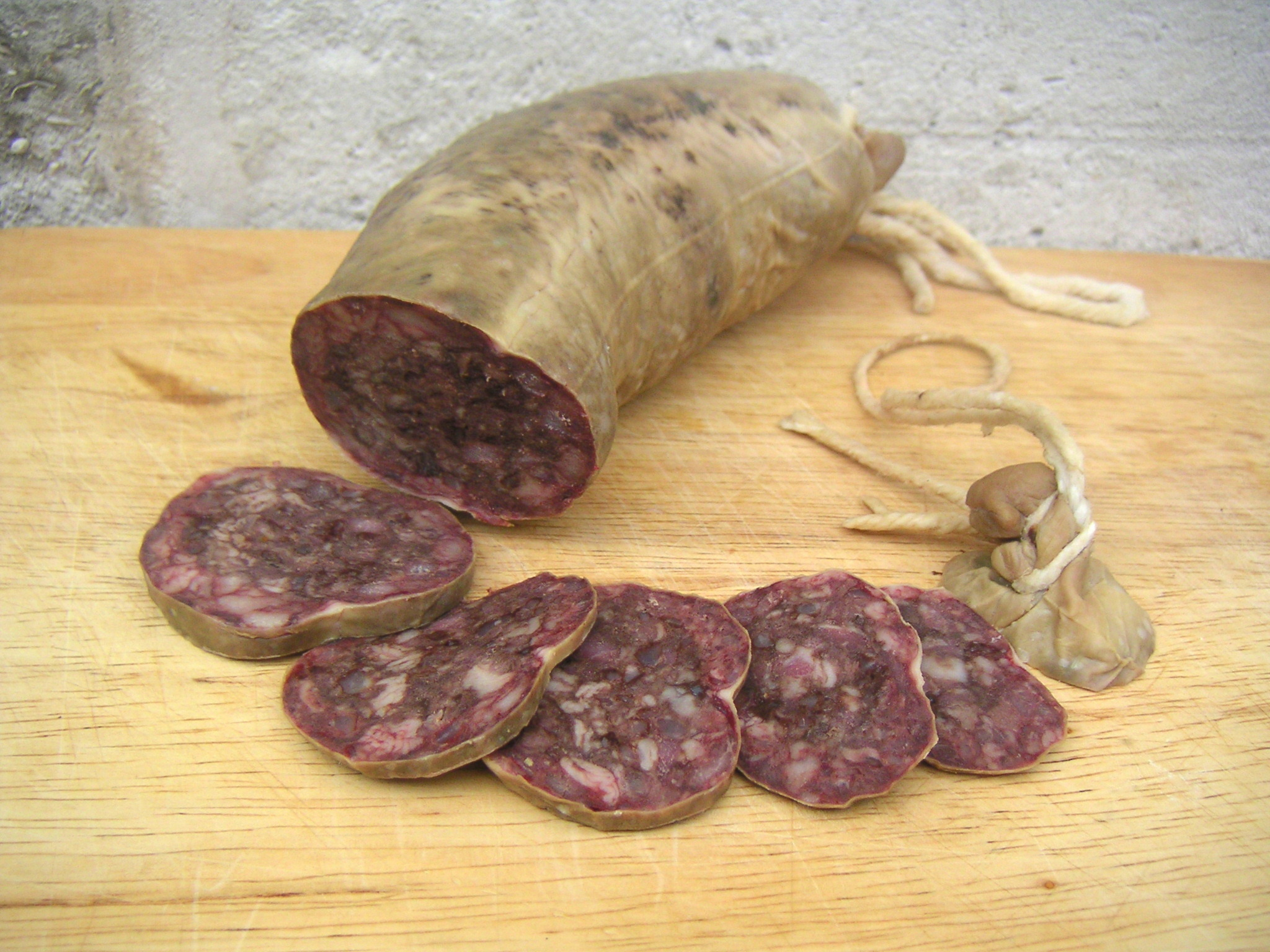
Botifarra de bisbe tallada a rodanxes, llesta per menjar.
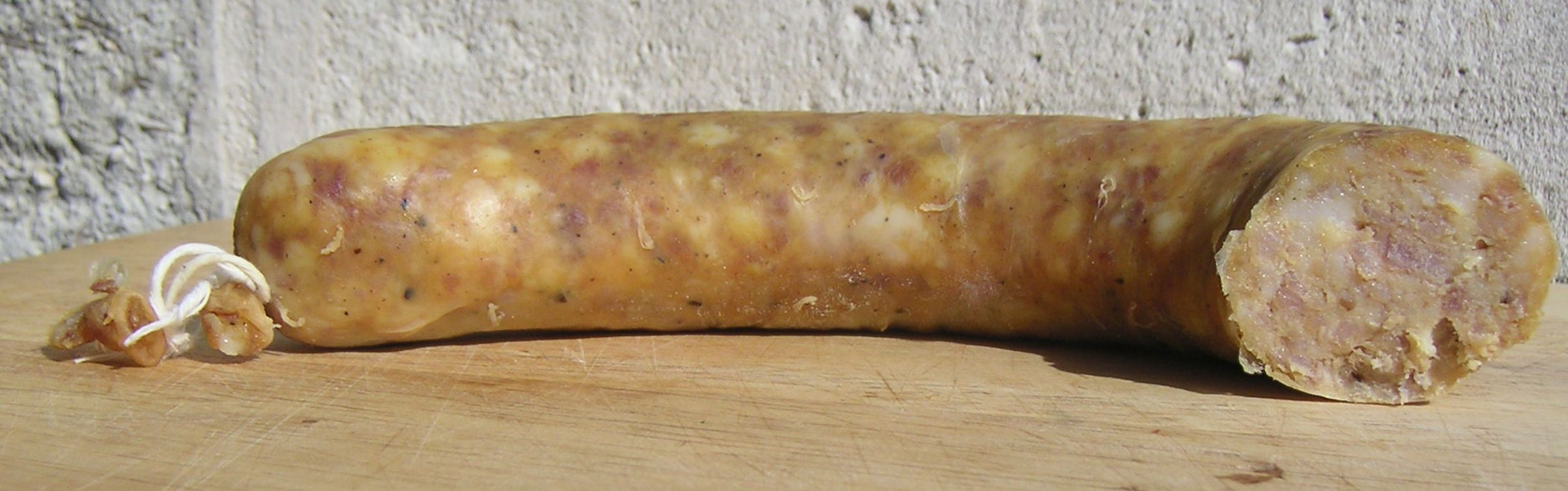
Botifarra d'ou.
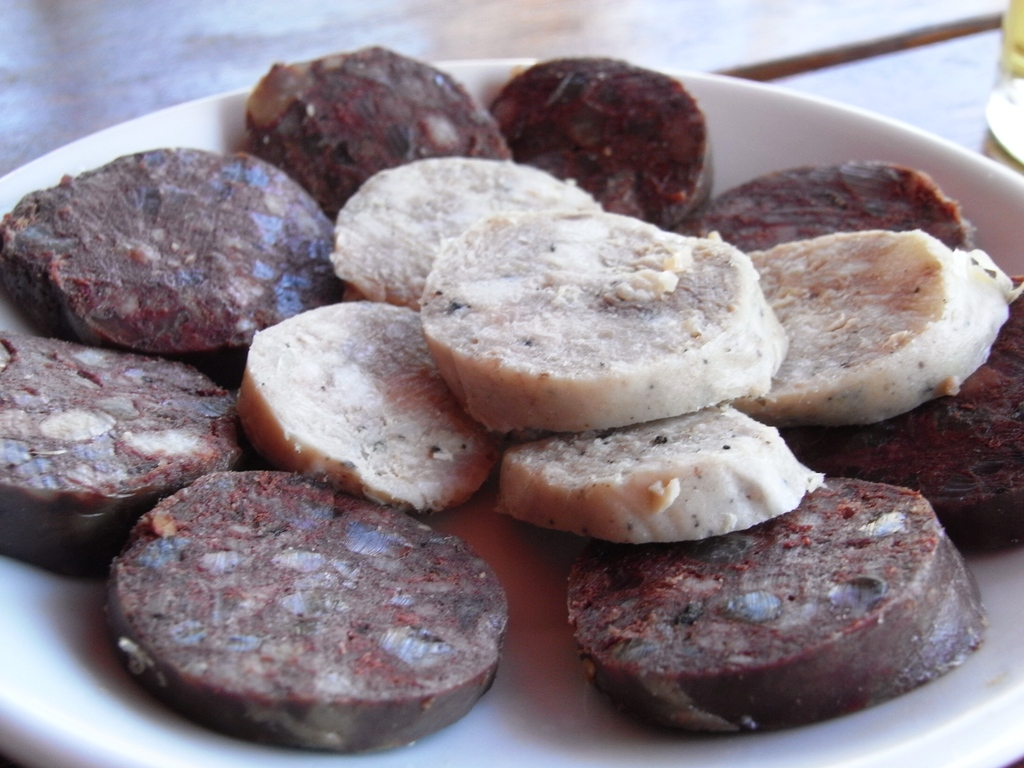
Plat amb botifarres blanca i negra per l'aperitiu.